# Krabat, a boszorkányinas
A Krabat, a boszorkányinas, alcíme: A varázsló inasa (eredeti cím: Čarodějův učeň) 1977-ben bemutatott klasszikus, csehszlovák–NSZK papírkivágásos animációs film, amely megegyezik a magyar fordítással is, németül egyszerűen Krabat, angolul The Satanic Mill, azaz Sátáni malom, míg hollandul Meester van de zwarte molen, magyarul a Fekete malom mestere. Karel Zeman készítette és rendezte 1977-ben, melynek alapja a német Otfried Preußler, a Krabat a fekete malomban c. könyve.
Az animációs játékfilm rendezője és írója Karel Zeman, producere Karel Hutěčka, zeneszerzője Frantíšek Belfin. A mozifilm a Bavaria Atelier, a Ceskoslovenský Filmexport, a Filmové Studio Gottwaldov, a Krátký Film Praha és a Süddeutscher Rundfunk gyártásában készült, az Ustredni Pujcovna Filmu forgalmazásában jelent meg. Műfaja fantasyfilm. 
Csehszlovákiában 1978. március 1-jén, Németországban 1978. március 24-én, Magyarországon 1980. október 23-án mutatták be a mozikban, új szinkronnal 2007. január 1-jén a Duna TV-n vetítették le a televízióban.

## Cselekmény

A lausitzi fekete malom.

A történet Luzsicán (csehül: Lužice, németül: Lausitz) játszódik, ahol egy szorb fiú (néhány internetes portál a nevek könnyű összetéveszthetősége miatt helytelenül szerbnek írja ezt), Krabat (Luděk Munzar) ide-oda tengődik a vidéken. Egyedül egy titokzatos malom fogadja be, amely nem őröl. Bár egy favágó figyelmezteti, hogy messze kerülje el azt a helyet, ám egy másik titokzatos hang csak csábítja, mely korábban is hollóképében a nevén szólította. A malom gerendái közt egy pókháló feszül, melybe belerepül egy kis lepke, s azzal egy rémisztő fejű pók végez is, ezzel jelképezve azt, ahogy Krabat besétált a csapdába.
A híres fekete malom valójában egy álcázott iskola, ahol varázslásra és boszorkányságra tanítanak. Krabatot is ez csábítja ide, mert hát „ki ne akarna varázsló lenni”. A mester (Jaroslav Moučka) egy vénséges gonosz varázsló, akit mindig fel lehet ismerni félszeméről és hasított koponyájáról. A malomban tizenegy legény szolgál, de mihelyst tizenkettőre egészül ki a számuk, a malom újra őröl. Ha a legények közül bárki eléri a segédkort, meg kell vívnia a mesterrel és jaj annak, ha a mestervizsgán jobbnak bizonyul nála, mert itt csak egyetlen mesternek van helye! Módszerei szörnyen fondorlatosak és halálosak, így az inasok rendszerint megbuknak a vizsgán.
Krabat hosszú ideig szolgál a malomban. A történet messzi helyekre is elviszi a nézőt, Luzsicán kívül  Prágán át egész a messzi Magyarországig. A véres és rémisztő események mellett a filmben elég humoros jelenetek is akadnak. Ilyen amikor Krabatot tehénné változtatják és elviszik a vásárra, hogy rászedjenek valakit. El is adják egy környékbeli mészárosnak, aki éppen hazafelé tart vele. Nyár van, és tikkasztó a hőség. Eljutnak egy közeli csapszékbe, aminek a kocsmárosa éppen kinn áll az udvaron. A mészáros odakiált, hogy készítsenek neki sört és knédlit káposztával, meg hússal, a tehenének pedig szénát. Ekkor megszólal a tehén emberi hangon: „Én is knédlit, meg sört kérek!” Ennek hallatán a gazda és a kocsmáros is majd szörnyethalnak ijedtükben. A másik, amikor Krabat a török sereg táborában egy német marsallt akar kiszabadítani, véletlenül egy nő sátrába téved be, aki éppen fürdik.

A fekete malom mestere.

Közben Krabat megtalálja szerelmét is, és titokban találkozgatnak egymással. De a mester tud erről és nem nézi jó szemmel. Krabatnak két társa is életével fizet a mestervizsgán, az egyik a legidősebb Tonda, aki mindig segített neki, a másik Mihal, aki a legbecsületesebb. Másoknak is csak szenvedést okoz a gonosz varázsló, de egyre többen szegődnek el a malomba, rendszerint ifjak, akik akárcsak Krabat elvesztették szüleiket és az éhség, valamint a hideg űzi őket ide. Ezért a fiú elhatározza, hogy végez vele. Titkon szorgalmasan bújja a mester varázskönyvét egy új tanítvánnyal Jurával, hogy minél több varázsigét eltanuljon. A mester azonban kelepcét vet neki, s Krabat is elbukik a mestervizsgán. Ám szerelme megmenti, aki még bekötött szemmel is megtalálja a legények soraiban, mert meghallja szíve dobbanását. A varázskönyvben is az állt, hogy az igaz, tiszta szerelem az, mely mindent legyőz, még a gonosz varázslatokat is, és ez bekövetkezik. A mester csontvázzá változik, a malmot és a könyvet  pedig tűz emészti föl, s megszűnik minden varázslat.

## Fogadtatás
Zeman animációs filmje ma is rendkívüli népszerűségnek örvend a világon, a Kisvakond után ez a legismertebb csehszlovák produkció. Az 1977. évi Teheráni Nemzetközi Gyermek- és Ifjúsági Filmfesztiválon aranyszobrot nyert.
A film cselekménye régi népi hiedelmekben gyökerezik, mert Luzsicán számtalan boszorkány történet maradt fenn, melynek alapján Preußler a könyvét is írta. A boszorkányokról és álcázott boszorkányiskolákról szóló mesék és legendák még a 20. században is keringtek szerte Közép-Európában, így a szorbok mellett Szlovákia, Magyarország, Csehország, valamint a muratáji és vendvidéki szlovénok szájhagyományaiban is szép számmal találhatunk ilyeneket.

## Szereplők
| Szereplő                  | Eredeti hang    | Eredeti hang       | Magyar hang                      | Magyar hang                        |
| Szereplő                  | csehül          | németül            | 1. magyar változat (MOKÉP, 1980) | 2. magyar változat (Duna TV, 2006) |
| ------------------------- | --------------- | ------------------ | -------------------------------- | ---------------------------------- |
| Krabat                    | Ludek Munzar    | Christian Brückner | Felföldi László                  | Czvetkó Sándor                     |
| A mester                  | Jaroslav Moucka | Friedrich Schütter | Képessy József                   | Gruber Hugó                        |
| Kantorka, Krabat szerelme | N/A             | N/A                | Detre Annamária                  | Mics Ildikó                        |

További magyar hangok (1. magyar változatban): Pelsőczy László